# Caldera volcánica

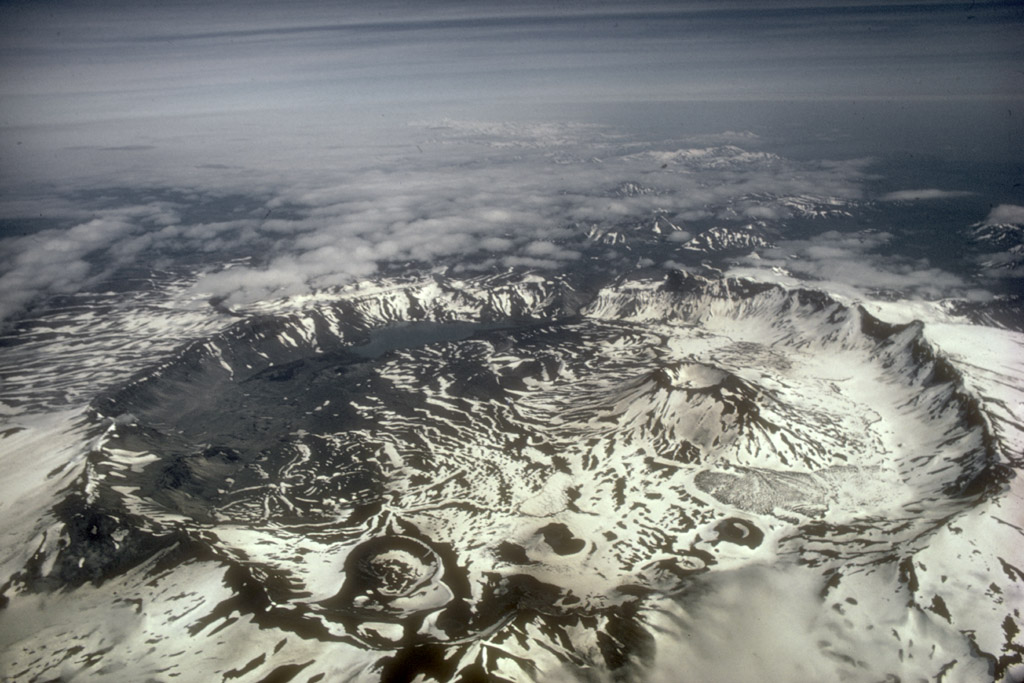
Caldera Aniakchak, Alaska

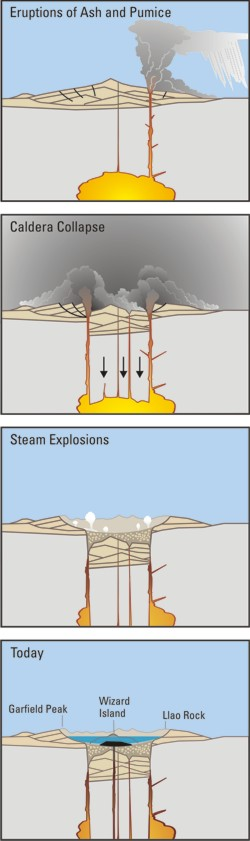
Formación de una caldera de subsidencia. Monte Mazama, con el lago del Cráter y la isla Wizard.

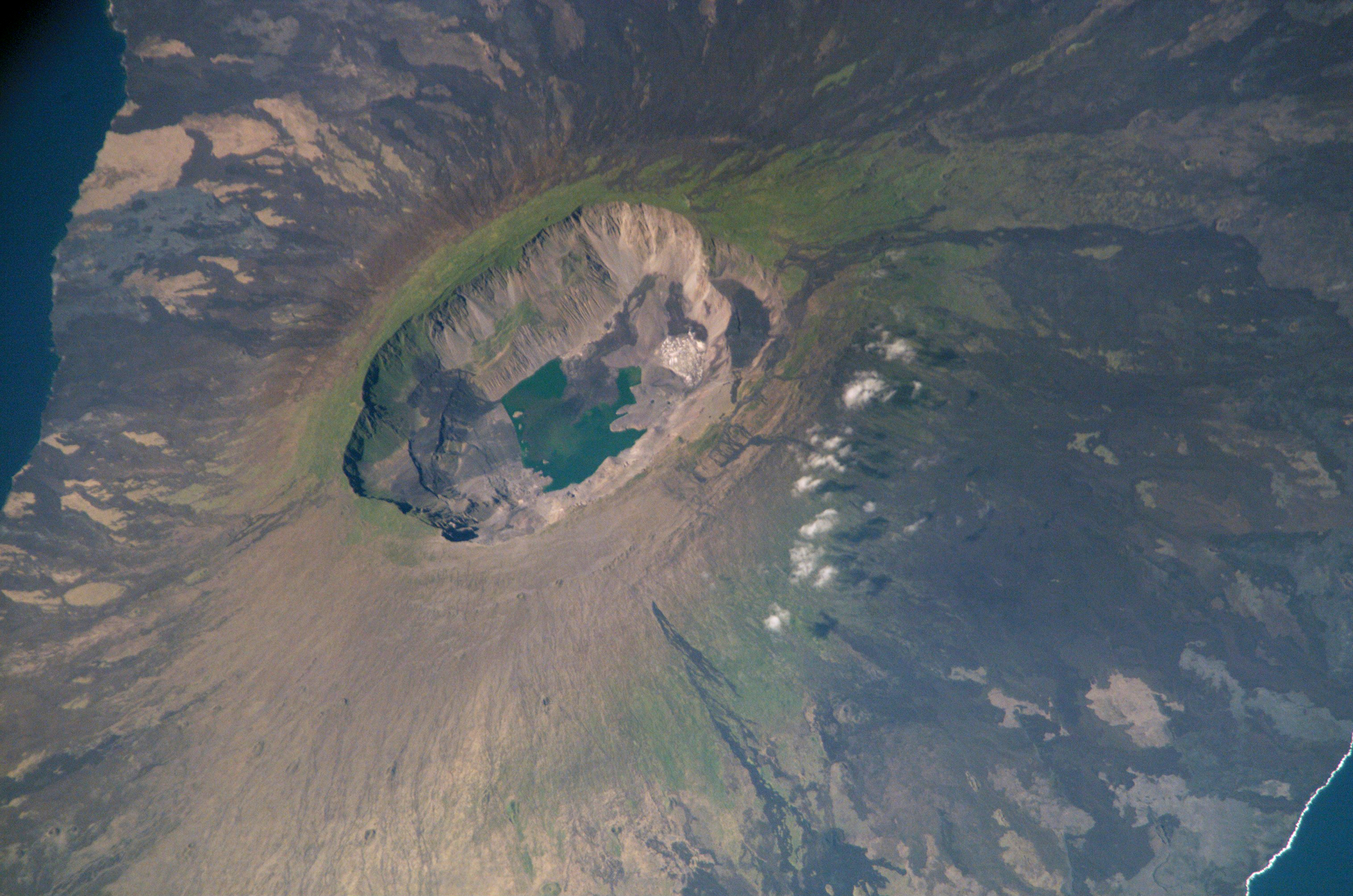
Caldera del volcán La Cumbre, en la isla Fernandina (archipiélago de las Galápagos).

Una caldera volcánica es una gran depresión, distinta de un cráter, causada por diferentes factores, como pueden ser el hundimiento de una cámara magmática o por deslizamiento: se originan cuando un edificio volcánico aumenta mucho su altura respecto a su base, volviéndose inestable y desplomándose a favor de la gravedad como es el caso de Las Cañadas del Teide en Tenerife (islas Canarias, España). Más rara es la formación de una caldera por explosión freática, como es el caso de la caldera de Bandama en la isla también canaria de Gran Canaria, producida cuando el magma basáltico ascendente encuentra en su camino un acuífero originando una explosión colosal al convertir al agua en vapor sometido a una enorme presión. Otro tipo de caldera es la producida por derrame de la lava en el cráter hacia el exterior, de la que es buen ejemplo la caldera de Taburiente, situada en otra isla del archipiélago español de Canarias: La Palma. Esta última caldera es la que ha servido como modelo a este tipo de estructuras volcánicas, aunque no resulta tan apropiado porque la caldera propiamente dicha resultó vaciada en poco tiempo por el derrame de la lava hacia el oeste.

## Origen y etimología

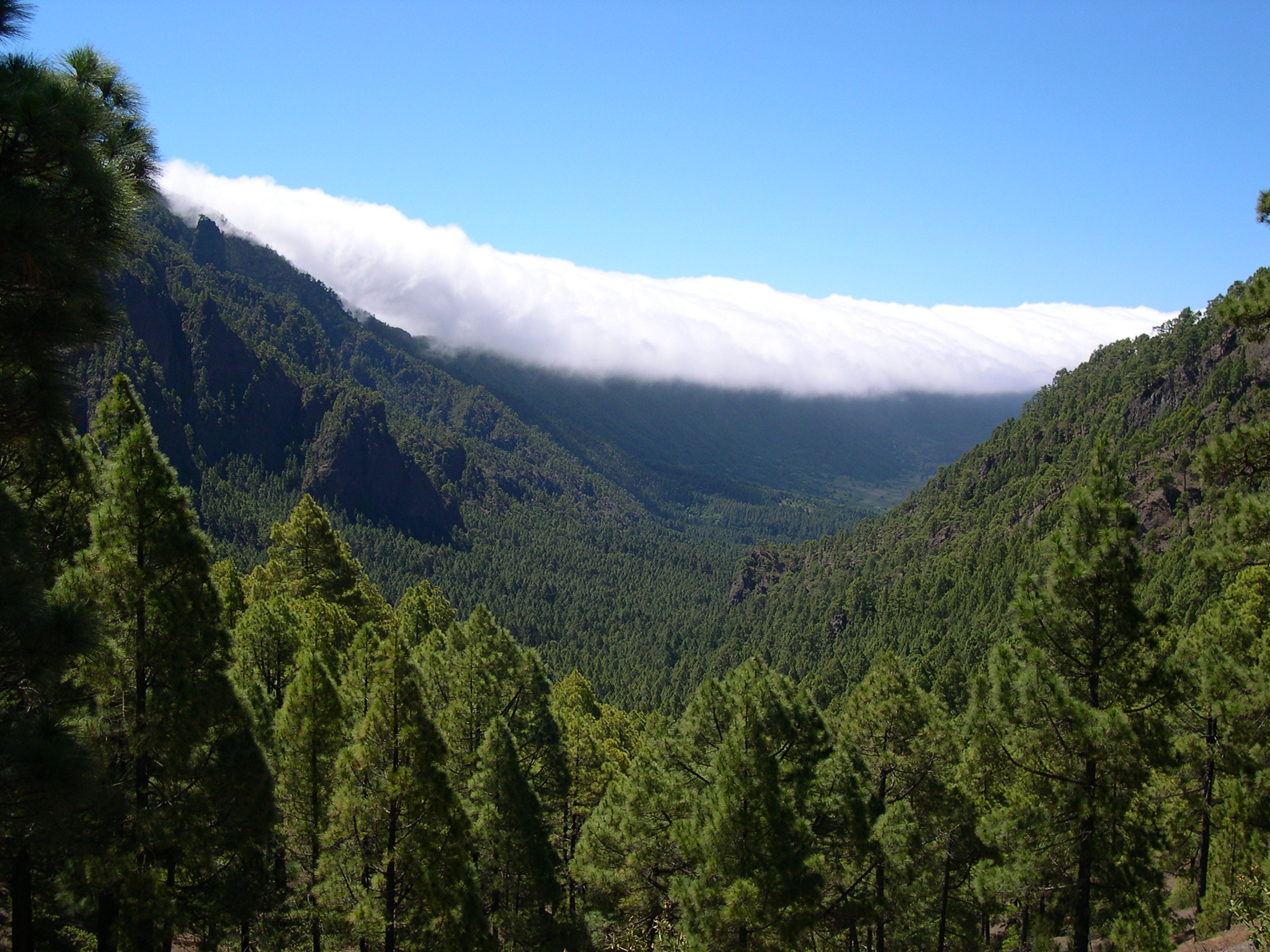
Caldera de Taburiente (La Palma, Islas Canarias, España)

El término español caldera (del latín caldaria) fue introducido en la literatura geológica internacional por el geólogo alemán Leopold von Buch en 1825, en el estudio que realizó de las islas Canarias a raíz de su viaje de 1815, en el que visitó el Teide y la Caldera de Taburiente, en La Palma, de la que tomó el nombre. En realidad, Buch adoptó el nombre que ya le daban los habitantes de la isla de La Palma a la zona de Aceró (Taburiente), pero en ninguno de sus textos hace alusión a introducir el término caldera en el lenguaje geológico.;

## Formación de calderas

Animación de un experimento analógico que muestra el origen de una caldera volcánica en una caja llena de harina

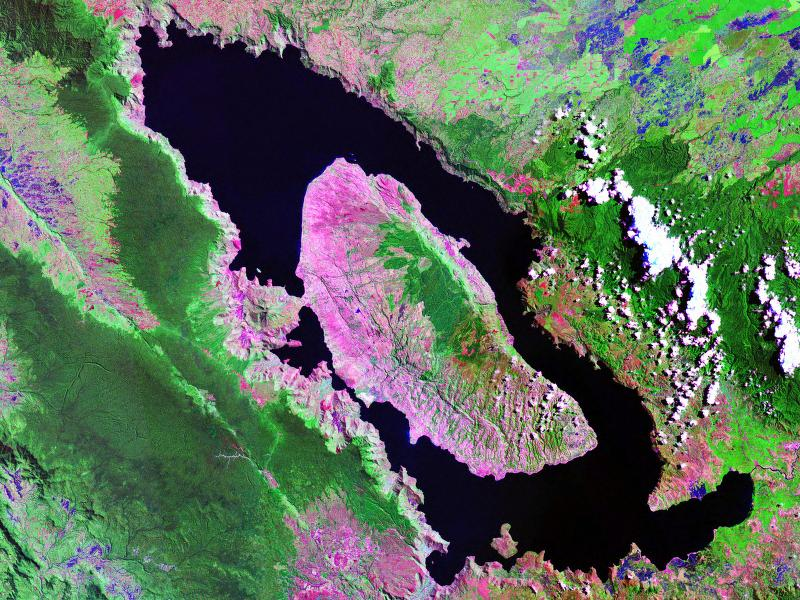
Imagen de Landsat del Lago Toba, en la isla de Sumatra, Indonesia (100 km de largo y 30 km de ancho, una de las calderas más grandes del mundo). Una cúpula resurgente formó la isla de Samosir.

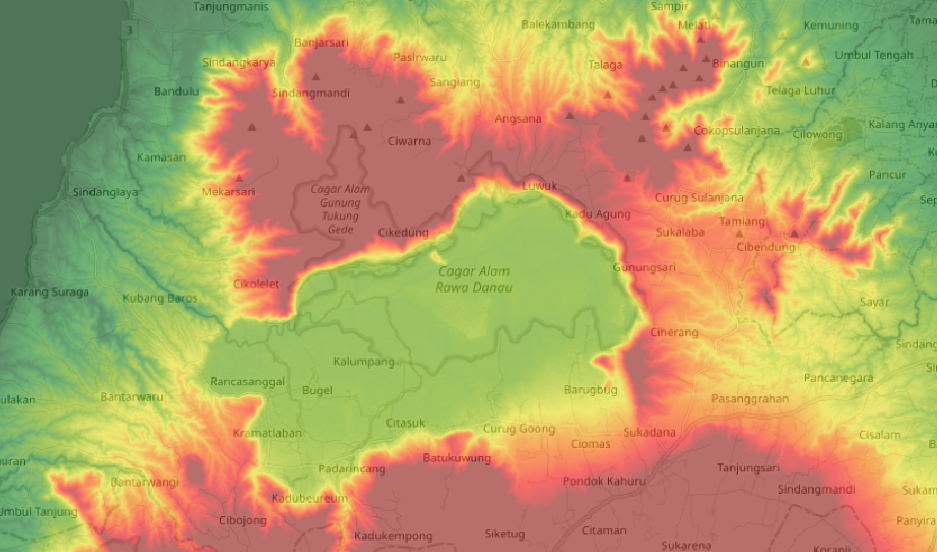
Mapa topográfico de la Caldera de Cagar Alam Rawa Danau en Indonesia

El vaciado de la cámara magmática debajo del volcán provoca un colapso, a veces como resultado de una gran erupción volcánica explosiva (véase Tambora en 1815), sino también durante erupciones efusivas en los flancos de un volcán (véase Pitón de la Fournaise en 2007) o en un sistema de fisura conectado (véase Bárðarbunga en 2014-2015). Si se expulsa suficiente magma, la cámara vacía no puede soportar el peso del edificio volcánico sobre ella. Una fractura aproximadamente circular, la "falla anular", se desarrolla alrededor del borde de la cámara. Las fracturas de anillo sirven como alimentadores de intrusión de fallas que también se conocen como dique de anillo. : 86–89  Se pueden formar fumarolas volcánicas secundarias por encima de la fractura del anillo. A medida que la cámara de magma se vacía, el centro del volcán dentro de la fractura del anillo comienza a colapsar. El colapso puede ocurrir como resultado de una sola erupción cataclísmica, o puede ocurrir en etapas como resultado de una serie de erupciones. El área total que colapsa puede ser de cientos de kilómetros cuadrados.

## Mineralización en calderas
Se sabe que algunas calderas albergan ricos depósitos de minerales. Los fluidos ricos en metales pueden circular a través de la caldera, formando depósitos minerales hidrotermales de metales como plomo, plata, oro, mercurio, litio y uranio. Una de las calderas mineralizadas mejor conservadas del mundo es la Caldera del Lago Sturgeon en el noroeste de Ontario, Canadá, que se formó durante la era neoarqueana hace unos 2700 millones de años. En el campo volcánico de San Juan, las vetas de mineral se colocaron en fracturas asociadas con varias calderas, y la mayor mineralización tuvo lugar cerca de las intrusiones más jóvenes y silícicas asociadas con cada caldera.

## Tipos de calderas volcánicas

### Volcanes hawaianos

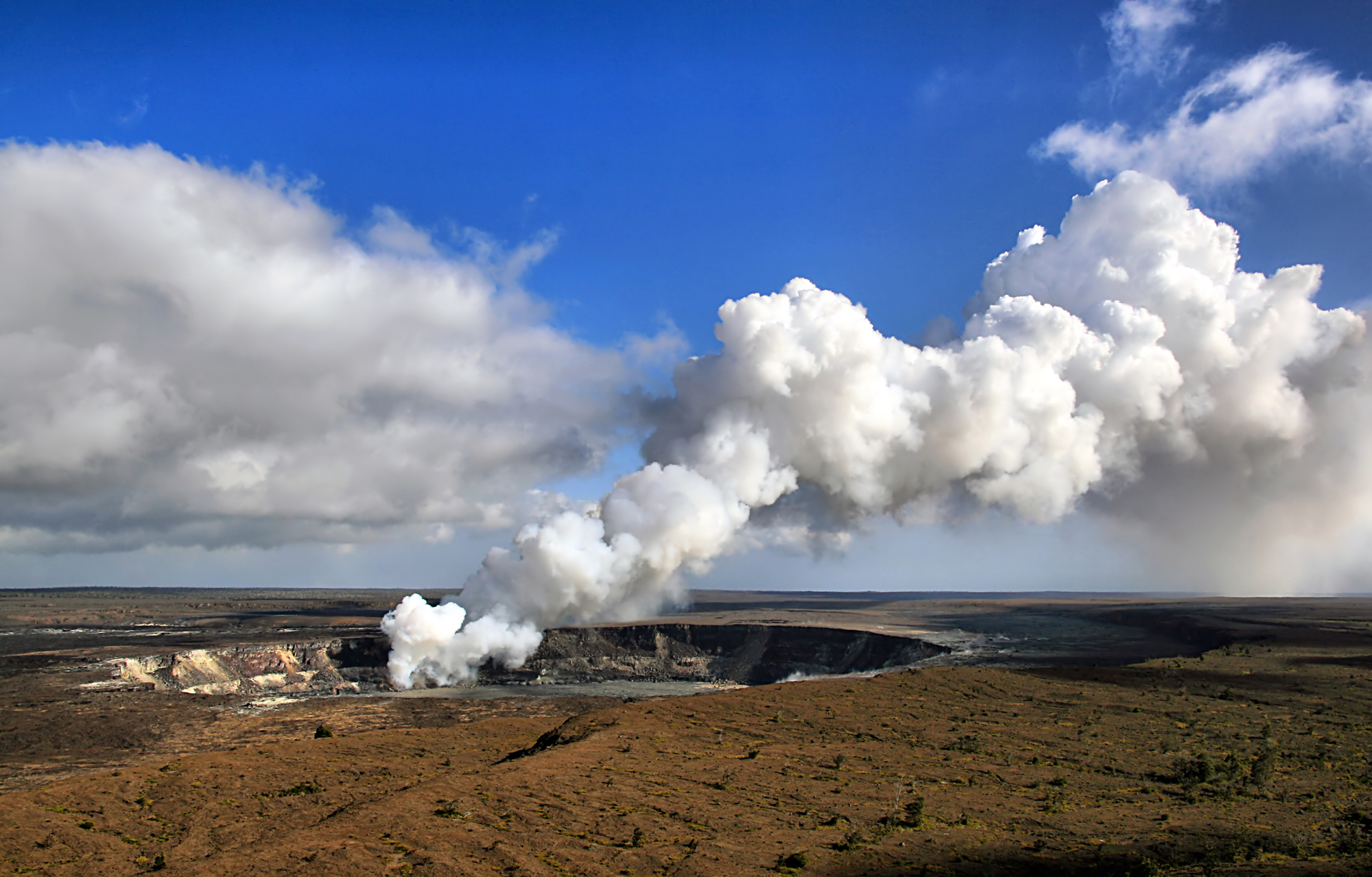
Caldera del Halemaumau, en el volcán Kilauea, en la isla de Hawái, con una columna de dióxido de azufre.

En sentido estricto, una caldera volcánica es un cráter de proporciones mayores a las normales, con lava bastante fluida y caliente y erupciones no explosivas y muy prolongadas, como sucede en los volcanes hawaianos. El lago de lava que se forma en el interior de una caldera está formado por lava muy caliente y fluida, de tipo basáltico, por lo que es muy pobre en sílice. La superficie de la caldera puede formar una costra al contacto con el exterior, pero la lava derretida siempre queda a escasa profundidad por debajo de la misma. La costra irregular en el interior de la caldera aparece en los intervalos más tranquilos en su historia eruptiva, mientras que los bordes tienen pendientes muy débiles hacia el exterior, como puede verse en la imagen de la caldera del Halemaumau (Volcán Kīlauea, Isla de Hawái). 
Los lagos formados posteriormente en calderas ya inactivas reciben el nombre de maars.

### Calderas de hundimiento

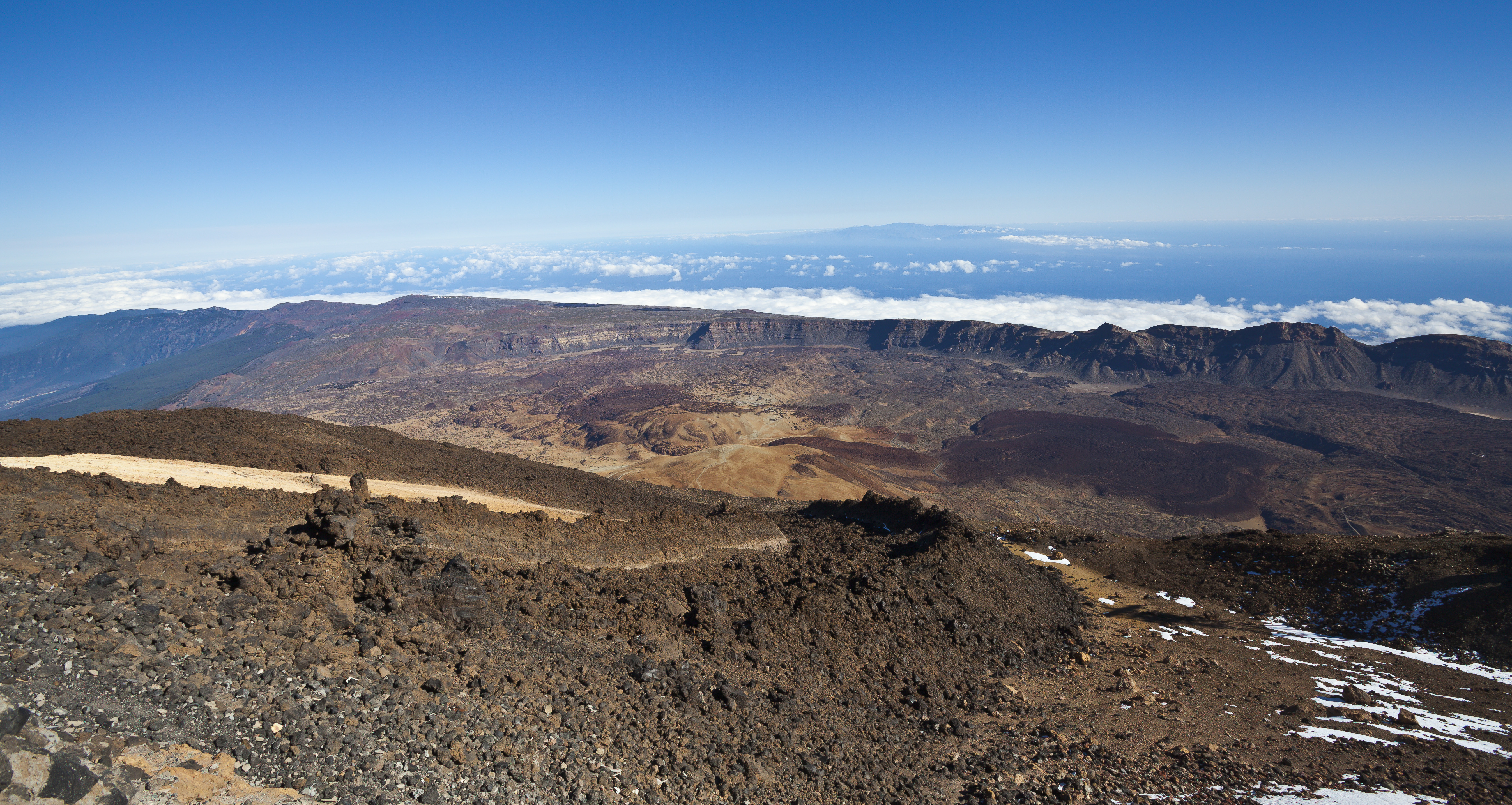
Caldera de Las Cañadas, Tenerife.

Cuando la costra que se forma en la superficie de una caldera se va hundiendo en la lava líquida por el aumento de la densidad que se produce al enfriarse, disminuye el nivel de la caldera y se va formando un escarpe anular alrededor de la misma como el que se ve en el borde meridional del Teide, que puede verse en la imagen de satélite (en Las Cañadas del Teide) y en las fotografías de este volcán. Antes de que llegue a hundirse el cono, el magma, puede descender del techo de la cámara, lo que se llama clímax volcánico. A su vez, este hundimiento en la lava puede producir el nacimiento de un cono volcánico, a un lado de la caldera, cuyos materiales están formados por el ascenso de materiales eruptivos producido por el aumento de la presión con el descenso del material que se va enfriando en la superficie de la caldera. Este cono volcánico forma una especie de válvula de seguridad que va arrojando piroclastos (cenizas, bombas, lapilli, arenas y vidrio volcánico) y así va compensando el descenso del nivel de la caldera. Este es el motivo de la formación del Teide (que por lo tanto se levantó posteriormente a medida que descendía el nivel de la caldera) y del cono volcánico que puede verse en la caldera de Aniakchak, en Alaska. El dibujo esquemático de la formación de una caldera nos muestra este proceso. En el caso del Monte Mazama, cuya erupción formó la Caldera que dio origen al lago del Cráter (en Oregón, Estados Unidos) vemos que la formación del cono que forma la isla Wizard es posterior al hundimiento de la caldera y al enfriamiento de la misma, y como se trata de lava que al enfriarse se vuelve impermeable, puede formarse un lago, como es el caso del representado en el esquema. Y este lago se diferencia de un maar, en la mayor pendiente alrededor del cráter.

### Calderas vaciadas por derrames de lava
Es el caso de la caldera de Taburiente, situada en Canarias, en la isla de La Palma. Cuando la caldera todavía contenía la lava más o menos líquida en su interior, la pared del cráter se abrió en un punto, por el cual se fue vertiendo rápidamente la lava del interior formando lo que ahora se conoce como Barranco de Las Angustias. Por este motivo, las paredes de la caldera son casi verticales, ya que el descenso del nivel de la lava se produjo de manera muy rápida. Las pendientes internas de esta caldera, de casi un kilómetro en sentido casi vertical pueden verse en la imagen del Balcón de Taburiente.
También es el caso de La Caldereta, caldera de menor tamaño ubicada en la costa oriental de La Palma y cuyo derrame hacia el norte dio la base necesaria para edificar la ciudad de Santa Cruz de La Palma. Hoy en día hasta el mismo cráter de La Caldereta se encuentra urbanizado y habitado.
Por último, la mayor parte de los volcanes de Las Galápagos, especialmente en la isla Fernandina y en otras, son calderas de hundimiento y en la mayoría de los casos, la subsidencia se debió a derrames subterráneos laterales, por lo que el nivel de la lava en el interior de la caldera disminuyó, como se puede ver en la isla citada. 

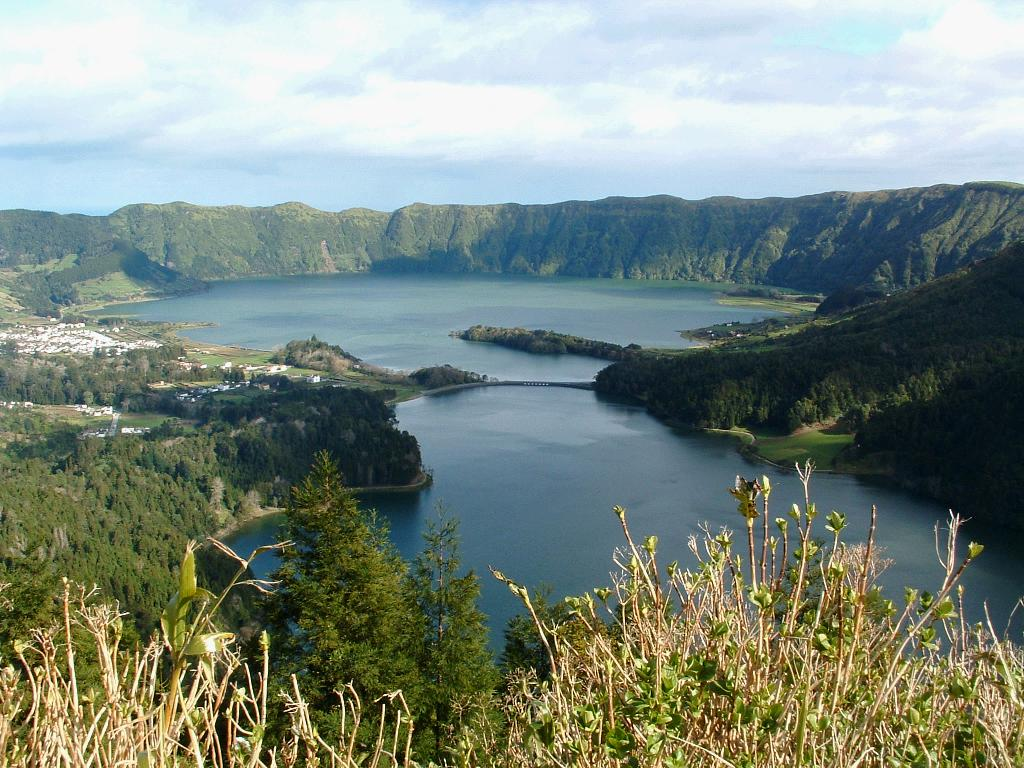
La caldera de Sete Cidades en la isla de San Miguel en las islas Azores forma una depresión que da cabida al laguna de Sete Cidades.

## Características de la lava en calderas y volcanes
Existe una correspondencia directa entre la mayor o menor fluidez (o viscosidad, en sentido inverso) de la lava y las características en cuanto a altura y pendiente de los volcanes que producen, además de su carácter más o menos explosivo de las erupciones correspondientes.
- Un volcán con lava muy caliente y fluida tenderá a formar conos de muy escasa pendiente y muy extendidos, con erupciones bastante tranquilas de tipo hawaiano. En este caso suelen formarse calderas.
- Un volcán con lava muy viscosa (temperatura relativamente fría) suelen formar conos bastante elevados y abruptos, con pendientes fuertes.
- En casos de viscosidad extrema (erupciones peleanas) suele formarse un pitón volcánico producido por la extrusión de un magma bastante frío y que se solidifica drásticamente por dos razones importantes:
  - La temperatura relativamente fría, como ya se ha dicho.
  - La disminución violenta de la presión al salir la lava a la superficie. Es decir, cuando la lava se encontraba a cierta profundidad, estaba en estado líquido por la enorme presión que soportaba. Al salir a la superficie, dicha presión disminuye por lo que la lava se solidifica abruptamente.

## Calderas notables

### En Europa
- Caldera de los Campos Flégreos, Campania (Italia).
- Caldera de Santorini, Egeo Meridional (Grecia).

### En África
- Caldera de Bandama, Gran Canaria, islas Canarias (España)
- Caldera de Las Cañadas, Tenerife, islas Canarias (España)
- Caldera de Taburiente, La Palma, islas Canarias (España)
- Caldera de Tejeda, Gran Canaria, islas Canarias (España)
- Chã das Caldeiras, Cabo Verde
- Monte Elgon, Uganda y Kenia
- Volcán Nyragongo, República Democrática del Congo
- Caldera de Luba, Bioko, Guinea Ecuatorial

### En América
- Yellowstone en Wyoming, Montana, Idaho, Estados Unidos
- Caldera de La Garita, es una gran caldera volcánica situada en las montañas de San Juan, cerca de Creede (suroeste de Colorado, Estados Unidos)
- Caldera Aniakchak, en Alaska, Estados Unidos
- Lago del Cráter en Oregón, Estados Unidos
- Chichonal, en Chiapas, México
- Sierra Primavera, en Zapopan, Jalisco, México
- Volcán La Caldera, Estado de México
- Los Humeros en Puebla, México
- Argentina
  - Cerro Galán
  - Caldera de Caviahue
  - Caldera de Pino Hachado
  - Robledo
  - Volcán Caldera Diamante
- Ecuador
  - Cotopaxi
  - Pululahua
  - Cuicocha
  - Quilotoa
  - El Altar
  - Caldera de Chacana
  - Caldera de Chalupas
  - Islas Galápagos, con una amplia variedad de calderas volcánicas:
    - Isla Fernandina: Volcán La Cumbre
    - Isla Isabela: Calderas más importantes: Ecuador, Wolf, Darwin y Alcedo.
- Colombia
  - Volcán Machín, próximo a Cajamarca, Tolima
  - Volcán El Escondido, Caldas
- Chile
  - Caldera La Pacana
  - Laguna del Maule
  - Caldera Diamante
  - Volcán Sollipulli
  - Cordillera Nevada
  - Rano Kau, Isla De Pascua.
  - Volcán Chaitén
  - Volcán Hudson
  - Volcán Quetrupillán
  - Volcán Puyehue
  - Calabozos (volcán)
- Costa Rica
  - Caldera Guayabo (Guanacaste, Costa Rica)
  - Palmares (Costa Rica)
- Nicaragua
  - Volcán Masaya (Masaya, Nicaragua)
- El Salvador
  - Lago de Ilopango (San Salvador, El Salvador)
  - Lago de Coatepeque (Santa Ana, El Salvador)
- Guatemala
  - Caldera Amatitlán (Guatemala, Guatemala)
  - Caldera de Atitlán (Sololá, Guatemala)
  - Lago de Ayarza (Santa Rosa, Guatemala)
  - Caldera de Barahona (Sacatepéquez, Guatemala)
- Panamá
  - El Valle de Antón (Coclé, Panamá)

### En Asia
- Filipinas
  - Pinatubo (Luzón)
  - Taal (Luzón)
- Indonesia
  - Krakatoa (Estrecho de Sunda)
  - Tambora (Sumbawa)
  - Lago Toba (Sumatra)
- Japón:
  - Caldera Aira (Kagoshima)
  - Monte Aso (Kumamoto)
  - Lago Towada (Aomori)
  - Tazawa (Akita)
  - Volcán Kikai (Kagoshima)
  - Lago Ashi (Kanagawa)
- Otros países
  - Monte Halla (Corea del Sur)
  - Caldera Tao-Rusyr (Onekotan, Rusia)

### En Oceanía
- Lago Taupo, Nueva Zelanda (Isla del Norte)
- Rano Kau, Isla de Pascua

### Imágenes de satélite
En la WikiMapia pueden verse algunos ejemplos de calderas que sirven para comprobar lo que se dice en este artículo:
- Caldera de Bandama (Gran Canaria, Islas Canarias): . En esta imagen, la ubicación de la caldera está ligeramente desplazada erróneamente hacia el sur.
- El Teide y Las Cañadas del Teide (Tenerife, Islas Canarias):
- La Caldereta y Santa Cruz de La Palma, España:
- Lago del Cráter, con la isla Wizard (Estados Unidos):
- Caldera Aniakchak, Alaska, Estados Unidos:
- Caldera de Taburiente (Isla de La Palma, Islas Canarias):
- Islas Galápagos (Imagen parcial): 
  - Isla Fernandina: , con la caldera volcánica de La Cumbre (Volcán La Cumbre)
  - Isla Isabelina Norte: , con los volcanes: Ecuador y Wolff (calderas)
  - Isla Isabelina Sur: , con los volcanes: Darwin y Alcedo (calderas)

- Datos: Q159954
- Multimedia: Calderas / Q159954